# Stéphane Demol
Stéphane Demol (ur. 11 marca 1966 w Watermael-Boitsfort, zm. 22 czerwca 2023) – belgijski piłkarz grający na pozycji obrońcy lub pomocnika.

## Kariera klubowa
Karierę piłkarską Demol rozpoczął w amatorskim klubie FC Drogenbos. W 1980 roku trafił do szkółki piłkarskiej Anderlechtu, a w 1984 roku stał się członkiem pierwszej drużyny. W sezonie 1984/1985 zadebiutował w pierwszej lidze belgijskiej, a już w następnym zaczął występować w pierwszym składzie Anderlechtu. W latach 1985–1987 trzykrotnie z rzędu zostawał z nim mistrzem Belgii. Z kolei w 1988 roku zdobył Puchar Belgii.
Latem 1988 roku Demol odszedł do włoskiej Bologny. W sezonie 1988/1989 przyczynił się do utrzymania zespołu w Serie A, a w 1989 roku odszedł do FC Porto. W lidze portugalskiej strzelił 11 goli, a Porto został mistrzem Portugalii.
W 1990 roku Demol przeszedł do Toulouse FC. Spędził tam rok i po rozpoczęciu sezonu 1991/1992 wrócił do Belgii zostając piłkarzem Standardu Liège. W 1993 roku wywalczył wicemistrzostwo Belgii, a także zdobył Puchar Belgii (2:0 w finale ze Sportingiem Charleroi). Od lata 1993 do lata 1994 grał w Cercle Brugge.
W 1994 roku Demol ponownie wyjechał z Belgii i trafił do Portugalii, do SC Braga. Po rozegraniu 3 meczów odszedł do greckiego Panioniosu. W sezonie 1995/1996 grał w szwajcarskim AC Lugano, a w latach 1996–1998 był piłkarzem SC Toulon. Następnie przez rok grał w FC Denderleeuw, a karierę piłkarską kończył w 2000 roku jako grający trener SK Halle.
| Sezon   | Klub           | Kraj       | Rozgrywki        | Mecze | Bramki |
| ------- | -------------- | ---------- | ---------------- | ----- | ------ |
| 1984/85 | RSC Anderlecht | Belgia     | Division I       | 1     | 0      |
| 1985/86 | RSC Anderlecht | Belgia     | Division I       | 17    | 4      |
| 1986/87 | RSC Anderlecht | Belgia     | Division I       | 26    | 2      |
| 1987/88 | RSC Anderlecht | Belgia     | Division I       | 8     | 0      |
| 1988/89 | Bologna FC     | Włochy     | Serie A          | 21    | 2      |
| 1989/90 | FC Porto       | Portugalia | Primeira Divisão | 31    | 11     |
| 1990/91 | Toulouse FC    | Francja    | Ligue 1          | 27    | 1      |
| 1991/92 | Toulouse FC    | Francja    | Ligue 1          | 6     | 1      |
| 1991/92 | Standard Liège | Belgia     | Division I       | 27    | 3      |
| 1992/93 | Standard Liège | Belgia     | Division I       | 29    | 2      |
| 1993/94 | Cercle Brugge  | Belgia     | Division I       | 12    | 0      |
| 1994/95 | SC Braga       | Portugalia | Primeira Divisão | 3     | 0      |
| 1994/95 | Panionios GSS  | Grecja     | Alpha Ethniki    | 3     | 0      |
| 1995/96 | AC Lugano      | Szwajcaria | Nationalliga A   | 6     | 0      |
| 1996/97 | SC Toulon      | Francja    | Ligue 2          | 12    | 1      |
| 1997/98 | SC Toulon      | Francja    | Ligue 2          | 15    | 0      |
| 1998/99 | FC Denderleeuw | Belgia     | Tweede klasse    | 6     | 1      |

## Kariera reprezentacyjna
W reprezentacji Belgii Demol zadebiutował 23 kwietnia 1986 roku w wygranym 2:0 towarzyskim spotkaniu z Bułgarią. W 1986 roku zajął 4. miejsce z reprezentacją na Mistrzostwach Świata w Meksyku. Był podstawowym zawodnikiem swojej drużyny. Zagrał siedmiokrotnie: z Meksykiem (1:2), z Irakiem (2:1), z Paragwajem (2:2), w 1/8 finału z ZSRR (4:3 i gol), w ćwierćfinale z Hiszpanią (1:1, k. 5:4), półfinale z Argentyną (0:2) i meczu o 3. miejsce z Francją (2:4).
Z kolei w 1990 roku Demol wystąpił na Mistrzostwach Świata we Włoszech. Zagrał tam w 4 meczach: z Koreą Południową (2:0), z Urugwajem (3:1), z Hiszpanią (1:2) i 1/8 finału z Anglią (0:1). Od 1986 do 1991 roku rozegrał w kadrze narodowej 38 meczów i zdobył w nich jednego gola.

## Kariera trenerska
Po zakończeniu kariery piłkarskiej Demol został trenerem. Był grającym trenerem SK Halle, prowadził takie kluby jak: FC Turnhout, KFC Verbroedering Geel, KV Mechelen, FC Denderleeuw i Egaleo. Był asystentem w Standardzie Liège (asystent) oraz Renégo Vandereyckena w reprezentacji Belgii. W latach 2008–2009 był trenerem cypryjskiego Ethnikosu Achna, a od lata 2009 roku prowadzi Sporting Charleroi.